# 858
Năm 858 là một năm trong lịch Julius.